# والتر اسکاشگورد
والتر اسکاشگورد (سوئدی: Valter Skarsgård؛ تلفظ سوئدی: [ˈval:tɛr ˈskɑ:ʂɡo:ɖ] ()؛ زادهٔ ۲۵ اکتبر ۱۹۹۵) بازیگر اهل سوئد است. وی از سال ۲۰۰۳ میلادی تاکنون مشغول فعالیت بوده‌است.
از جمله آثار وی می‌توان به موزیک‌ویدئوی متصل… به خودتخریبی متالیکا و همچنین فیلم کشتن یک بچه و سریال کاتلا و قتل‌های ساندهام اشاره نمود.